# Zambilă
Zambila, numită și iacint (Hyacinthus orientalis), este o plantă perenă originară din sud-vestul Asiei, sudul si centrul Turciei, nord-vestul Siriei, Liban și nordul Israelului. A fost introdus în Europa în secolul al XVI-lea. Este cultivat pe scară largă peste tot în zona temperată pentru florile sale puternic parfumate, care apar excepțional la începutul sezonului și sunt adesea forțate să înflorească în perioada Crăciunului. Planta face parte din ordinul Asparagales și este o plantă decorativă.

## Descriere
Este o plantă cu bulbi de 3-7 cm în diametru. Frunzele sunt alungite și înguste de 15-35 cm lungime și 1-3 cm lățime, cu o textură moale, plină de sucuri și produsă într-o spirală bazală. Tulpina înflorită este un racem, care crește până la 20-35 cm (mai rar la 45 cm) înălțime, având uneori între 2 și 50 de flori violet parfumate de 2–3,5 cm lungime cu un periant tubular, cu șase lobi. Florile sale însă pot avea cele mai diverse culori: purpuriu, violet, alb, roz, piersic, albastru, roșu, galben și portocaliu. Bulbul are până la 10 cm. Zambilele se dezvoltă bine pe locuri însorite, pe soluri fertile, bine drenate. Se plantează prin bulbi.

## Mitologie
În mitologia greacă, Hyacinth era un tânăr admirat de Apollo și Zephyr, dar ucis de un disc într-o luptă geloasă între cei doi zei; o floare ar fi fost numită după el, care a izvorât din sângele lui. Cu toate acestea, Teofrast descrie atât o plantă cultivată, cât și o plantă sălbatică numită ὑάκινθος (hyakinthos) și niciuna dintre acestea nu este considerată a fi zambila modernă.

## Reproducere

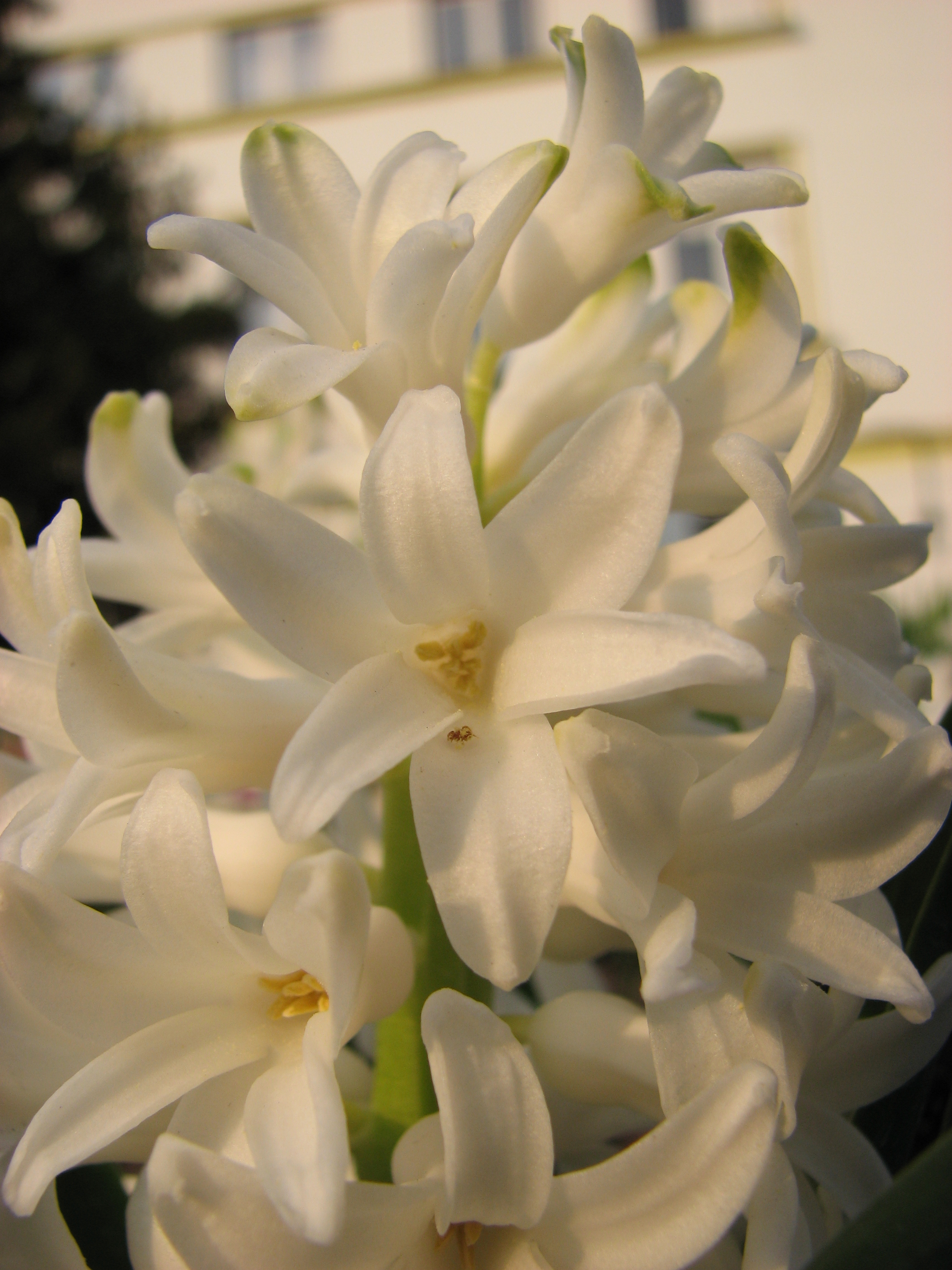
Zambilă în Grădina Botanică din Cluj-Napoca

Reproducerea plantei în cultură se poate face cu ușurință prin separarea bulbilor nou apăruți de planta principală. În natură această metodă este folosită și de zambile, dar planta are și un anumit tip de reproducere prin semințe.
Planta este polenizată de diferite insecte, cum ar fi albinele. Florile sunt foarte parfumate și atrag insectele cu nectar.
După înflorire începe maturarea capsulelor de semințe. Acestea sunt structuri cărnoase, sferice. Când capsulele ajung la maturitate, se usucă și se împart în trei părți. Fiecare parte are două subdiviziuni și conține o cantitate diferită de semințe. Semințele sunt boabe negre cu un elaiozom alb de mărime variabilă. Semințele sunt dispersate prin mirmecocorie; adică furnicile găsesc semințele și le duc în tunelurile lor, unde folosesc elaiozomul pentru hrană. Acolo semințele pot germina.

## Cultivare

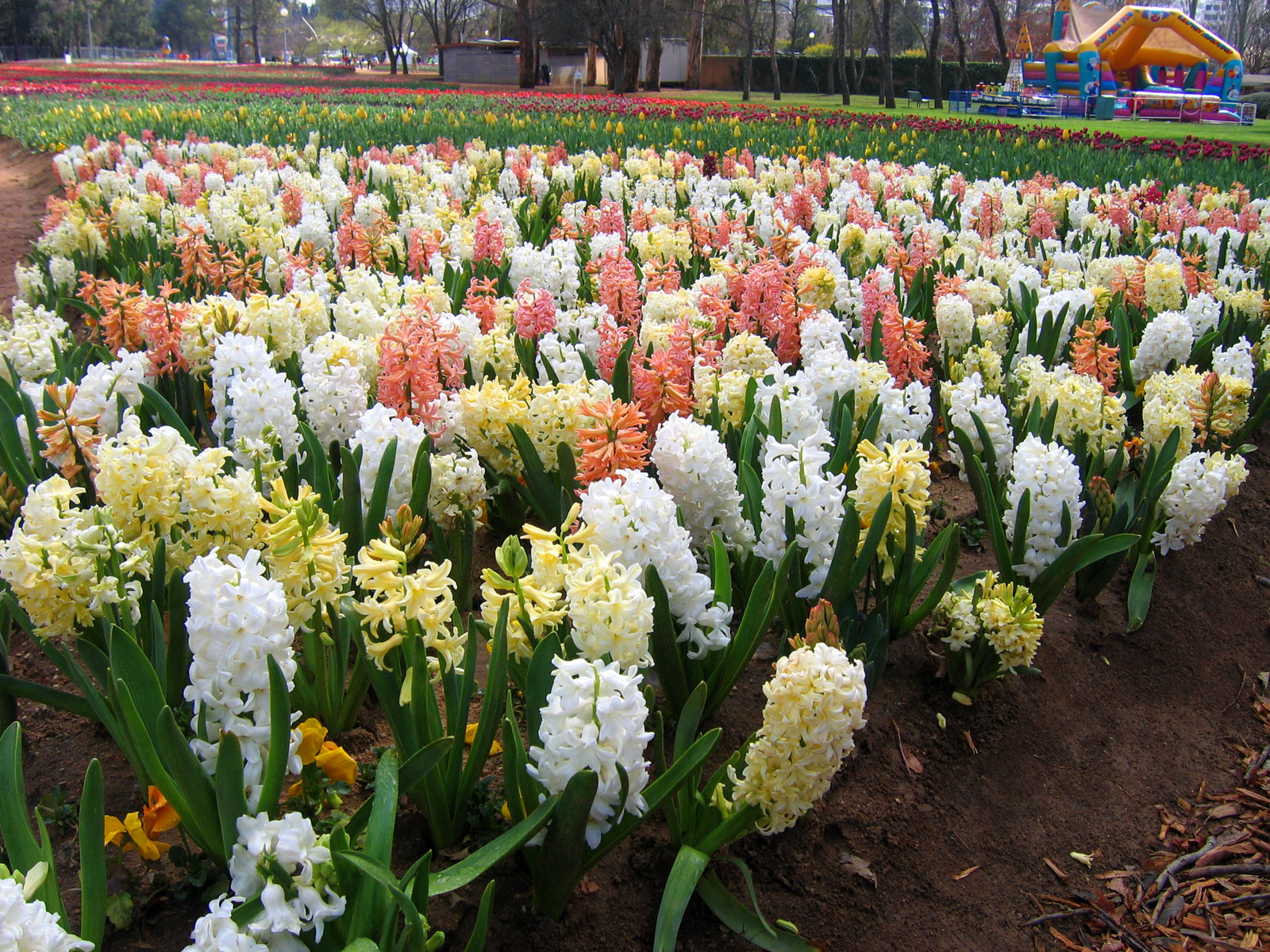
Soiuri de zambile care prezintă multe dintre culorile disponibile

H. orientalis are o istorie lungă de cultivare ca plantă ornamentală, fiind cultivată în regiunea mediteraneeană și mai târziu în Franța (unde este folosită în parfumerie), Țările de Jos (un centru major de cultivare) și în alte părți.
Înflorește la începutul primăverii, crescând cel mai bine în plin soare, dar și la loc parțial umbrit în sol bine drenat, dar nu uscat. Necesită o perioadă de repaus de iarnă și va supraviețui doar în regiunile cu vreme rece. Este cultivat pentru ciorchinii de flori puternic parfumați, viu colorați. Au fost selecționate și denumite peste 2.000 de soiuri; majoritatea soiurilor au fost, de asemenea, selectate pentru vârfuri de flori mai dense decât tipul sălbatic, având între 40 și 100 sau mai multe flori pe fiecare vârf.
Zambilele sunt apreciate pentru parfumul lor intens, bulbii lor fiind foarte scumpi acum câteva sute de ani și de aceea erau păstrați în casele oamenilor foarte bogați ca simbol al bogăției acestora.

### Forțarea

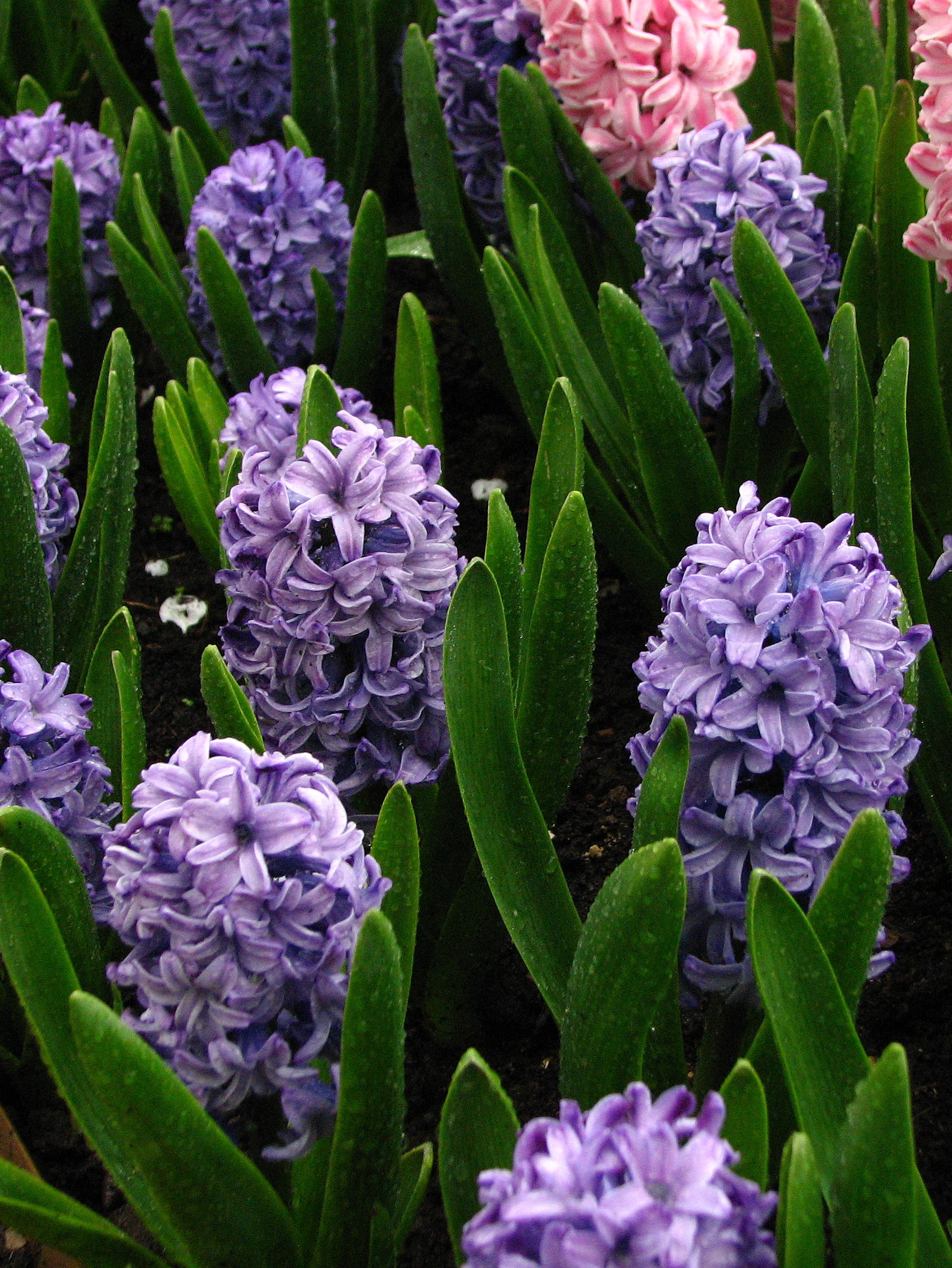
Soiul Albastru Delft

Zambilele au printre cei mai populari bulbi selectați pentru procesul cunoscut sub numele de forțare, prin care plantele sunt induse să înflorească mai devreme decât sezonul lor natural (în acest caz - de Crăciun). Implică privarea bulbilor de lumină și căldură pentru o perioadă de câteva săptămâni, înainte de a le crește într-un loc luminos și răcoros, cum ar fi un pervaz de bucătărie. Este posibil ca bulbii să crească într-o vază de apă cu gât îngust, putându-se astfel să se vadă creșterea rădăcinii. De asemenea bulbii pot fi achiziționați înainte de forțare. 

## Toxicitate
H. orientalis conține alcaloizi și este toxică dacă este consumată în cantități mari de către animale. Totuși bulbul este partea cea mai otrăvitoare și nu trebuie ingerat sub nicio formă.